# Hoya uncinata
Hoya uncinata är en oleanderväxtart som beskrevs av Johannes Elias Teijsmann och Binn.. Hoya uncinata ingår i släktet Hoya och familjen oleanderväxter. Inga underarter finns listade i Catalogue of Life.